# چوی سونگ-یونگ
چوی سونگ-یونگ (انگلیسی: Choi Sung-yong؛ زادهٔ ۲۵ دسامبر ۱۹۷۵) بازیکن بازنشسته و مربی فوتبال اهل کره جنوبی است.
از باشگاه‌هایی که در آن بازی کرده‌است می‌توان به اولسان هیوندای، ویسل کوبه، و سوون سامسونگ اشاره کرد.
وی همچنین در تیم‌های ملی فوتبال کره جنوبی بازی کرده و در جام‌های جهانی فوتبال ۱۹۹۸ و ۲۰۰۲ به میدان رفته است.